# Kovács Gábor (orvos)
Kovács Gábor (Szeged, 1929. december 27. – 2023. október 21.) magyar orvos, szívsebész, a magyarországi nyitott szívműtétek egyik bevezetője, a Szegedi Tudományegyetem Szent-Györgyi Albert Orvostudományi Karának professor emeritusa. Szeged városa 2001-ben díszpolgárnak választotta.

## Pályája
Régi szegedi orvoscsaládban született, középiskolai tanulmányait a Dugonics András Piarista Gimnáziumban végezte, ott érettségizett 1948-ban. Ezután a Szegedi Orvostudományi Egyetemen tanult, diplomát 1954-ben szerzett. Két éven át a Sátoraljaújhelyi Kórház Sebészeti Osztályán, majd ismét Szegeden, a 
SZOTE Sebészeti Műtéttani Intézetében dolgozott. 1958-tól a sebészeti klinikán tanársegéd, 1966-tól adjunktus, 1969-től docens volt. Az intézményben új módszereket vezetett be és szívkatéteres laboratóriumot szervezett.
1962-ben ösztöndíjjal az Egyesült Királyságba utazott, ahol a mesterséges szív-tüdő készüléket tanulmányozza. Visszatérése után bevezette a műszer használatát, és megkezdődtek a nyitott szívműtétek. 1965-66-ban az Amerikai Egyesült Államokban volt tanulmányúton, és ennek köszönhetően megindultak a szívbillentyű-beültetések és a csecsemőkori szívműtétek Szegeden. Ő alakította meg Magyarország első intenzívterápiás-osztályát.
Kovács Gábor klinikai munkája mellett tanított: 1960-tól Szegeden, 1972-től a Pécsi Orvostudományi Egyetemen, majd részt vett a debreceni egyetem szívsebész képzésének beindításában. 1977-ben egyetemi tanárnak nevezték ki, nyugdíjba 1995-ben vonult. Tagja volt az Amerikai és az Európai Mellkassebész Társaságnak, vezetőségi tagja volt a Magyar Sebész Társaságnak és a Magyar Kardiológusok Társaságának. Több mint 150 publikációja jelent meg és részt vett négy könyv megírásában.
Kétszer kapott Markusovszky-díjat, 1997-ben megkapta a Szent-Györgyi Albert díjat, 2000-ben pedig Kudász József-emlékéremmel jutalmazta a Magyar Szívsebész Társaság.